# 15. gardna zračnoprevozna divizija (ZSSR)
Za druge 15. divizije glejte 15. divizija.
15. gardna zračnoprevozna divizija je bila gardna zračnoprevozna divizija v sestavi Rdeče armade med drugo svetovno vojno.

## Zgodovina
Divizija je bila ustanovljena leta 1943, nato pa je bila januarja 1944 reorganizirana v 100. gardno strelsko divizijo. 